# Abrocomidae

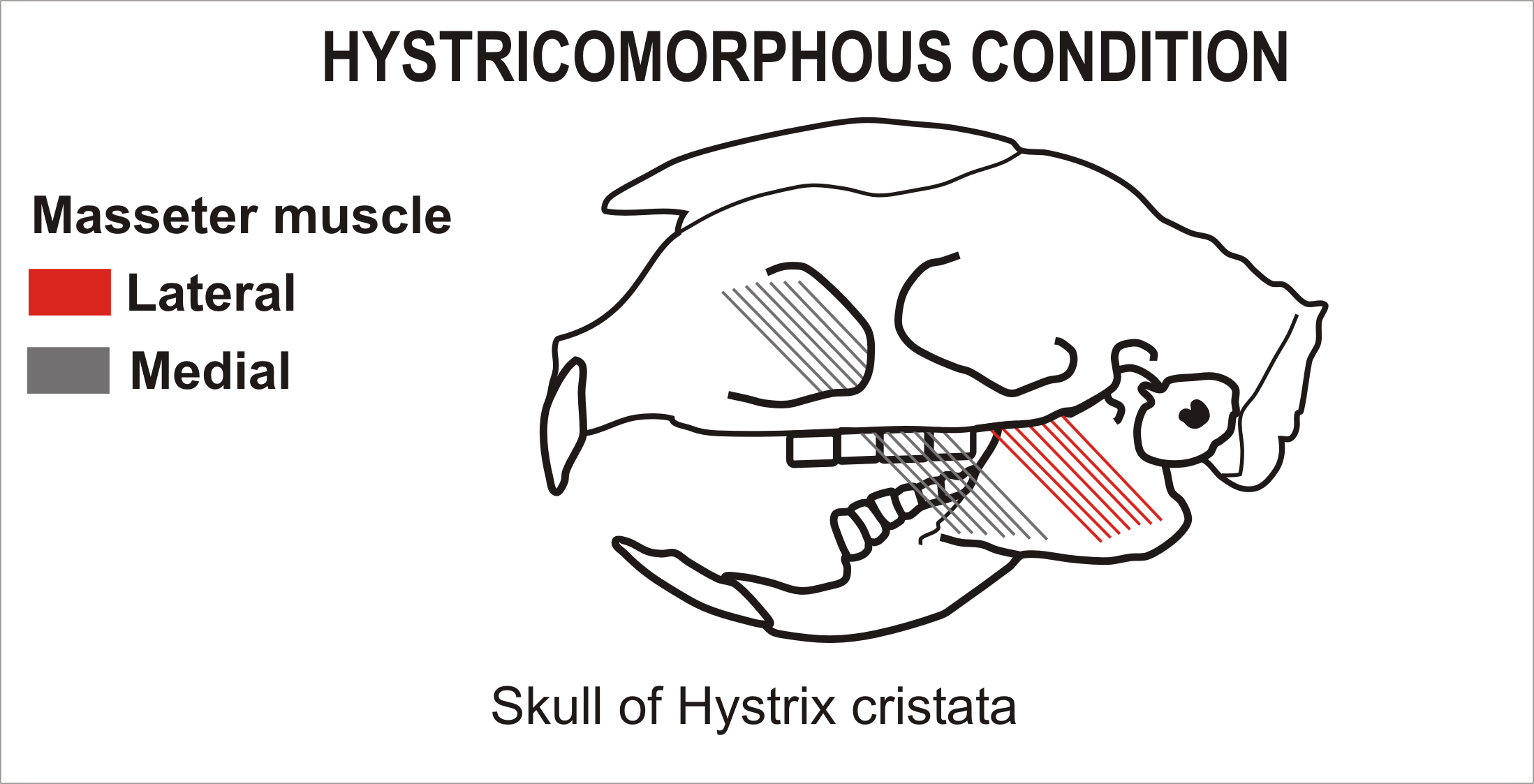
Fig.1

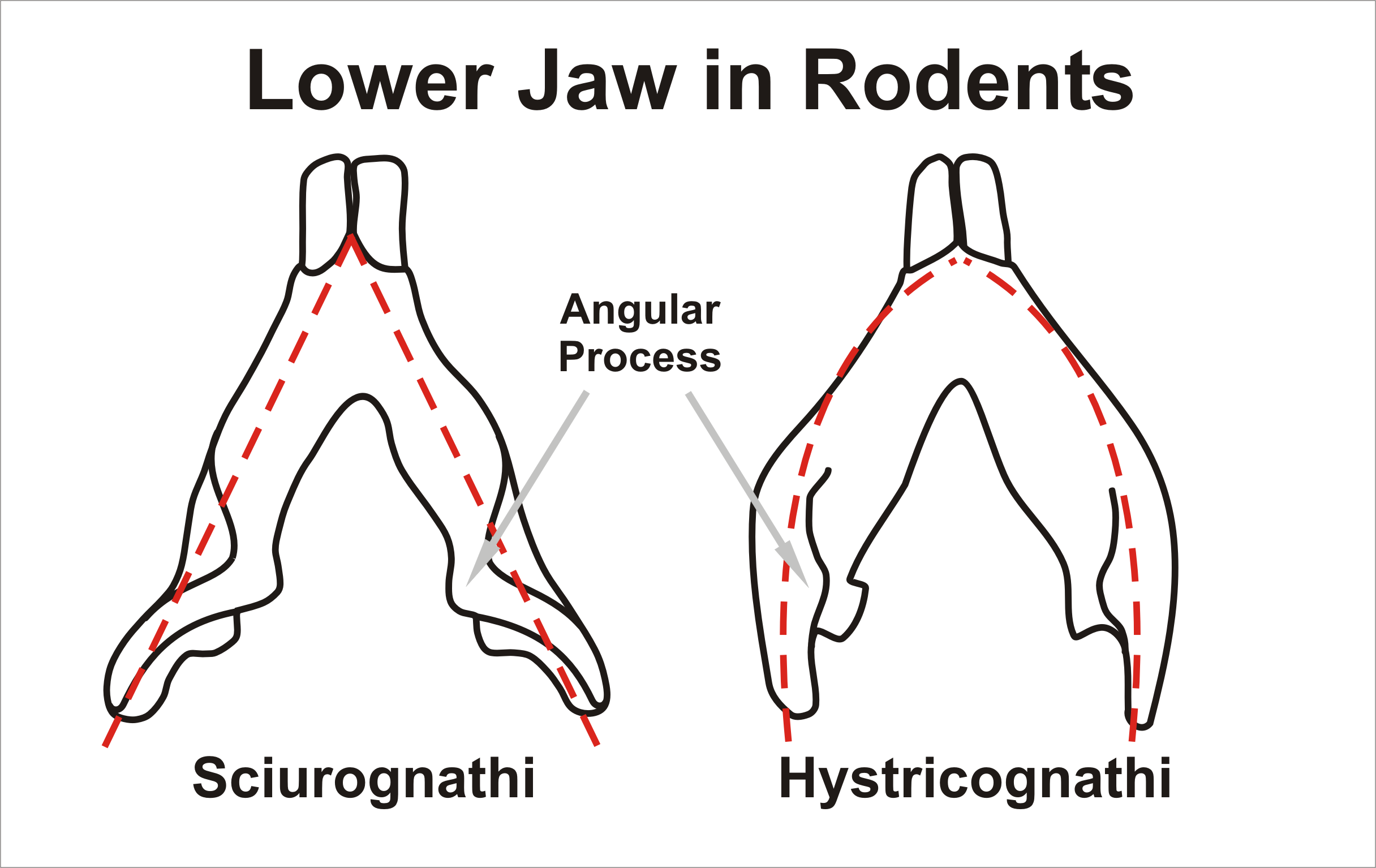
Fig.2

Gli Abrocomidi (Abrocomidae Miller & Gidley, 1918) sono una famiglia di roditori originaria del Sudamerica comunemente noti come ratti cincillà. 

## Descrizione

### Dimensioni
Si tratta di roditori di medie e grandi dimensioni con una lunghezza della testa tra 150 e 346 mm, la lunghezza della coda tra 59 e 263 mm e un peso fino a 910 g.

### Caratteristiche ossee e dentarie
Il cranio presenta un rostro lungo e sottile, la scatola cranica tondeggiante e la bolla timpanica ingrandita. La mandibola è di tipo istricognato (Fig.1), il foro infra-orbitale è grande e la disposizione del muscolo massetere è di tipo istricomorfo (Fig.2). Gli incisivi superiori sono stretti, sono presenti quattro denti masticatori per semi-arcata, con i molari a crescita continua e con una superficie occlusale piatta con diverse rientranze profonde. 

### Aspetto
La pelliccia è lunga e soffice, simile a quella dei membri del genere Chinchilla ma meno lanosa, le parti dorsali variano dal grigio argentato al grigio-brunastro mentre le parti ventrali sono bianche o giallognole. La testa è allungata, con un naso appuntito, occhi grandi, orecchie grandi e rotonde. Le zampe anteriori hanno quattro dita, i piedi ne hanno cinque. La pianta dei piedi è priva di peli e ricoperta di piccoli tubercoli. Le dita possono essere munite di artigli sia robusti che delicati e cavi nella superficie inferiore e parzialmente nascosti da un ciuffo di setole utilizzato principalmente per pettinare la pelliccia. La coda è più corta del corpo, è cilindrica e rivestita di peli corti e fini. Il tratto intestinale è insolitamente lungo e voluminoso. Le femmine hanno quattro paia di mammelle.

## Tassonomia
La famiglia comprende due generi viventi ed uno estinto:
- † Protabrocoma
- Abrocoma - L'alluce è corto, gli artigli sono delicati.
- Cuscomys - L'alluce è lungo, gli artigli sono robusti e ricurvi.